# Bolszaja rossijskaja encykłopiedija
Bolszaja rossijskaja encykłopiedija (ros. Большая российская энциклопедия), dawniej Bolszaja sowietskaja encykłopiedija (Большая советская энциклопедия) – rosyjskie i radzieckie wydawnictwo książkowe założone w 1925 roku, specjalizujące się w wydawaniu treści encyklopedycznych. Od 1991 r. wydawnictwo funkcjonuje pod nazwą Naucznoje izdatielstwo «Bolszaja Rossijskaja encykłopiedija» (Научное издательство «Большая Российская энциклопедия»).